# Станіслав Лемпицький
Стані́слав Лемпи́цький (пол. Stanisław Łempicki; 25 травня 1886, Кам'янка-Струмилова — 2 грудня 1947, Краків) — польський учений, письменник, професор, дійсний член Польської академії знання, представник львівсько-варшавської філософської наукової школи. Чоловік польської поетеси Ядвіги Гамської-Лемпицької.

## Життєпис
Станіслав Лемпицький народився 25 травня 1886 року. Навчався в гімназіях Нового Сонча (1897—1901) i Львова (1901—1904). У 1904 році він вступив на філологічний факультет Львівського університету, де вивчав польську літературу й класичну філологію. Слухав лекції, зокрема, Вільгельма Брунхальського та Йозефа Калленбаха. Там він познайомився зі  Станіславом Котом, Юліушем Кляйнером, Тадеушем Сінком, Стефаном Грабінським і Стефаном Верчинським. Здобувши вищу філологічну освіту, 1910 року вступив на юридичний факультет цього ж навчального закладу й у 1911 році закінчив його. З 1910 по 1921 рік працював викладачем у Восьмій і Шостій львівських гімназіях, а також у гімназіях Городенки та Борислава. У 1913 році захистив докторську дисертацію. 1924 року став екстраординарним професором, завідувачем кафедри історії освіти й навчання Львівського університету. Крім історії освіти, займався також дослідженнями історії культури в Польщі (праці Mecenat kulturalny w Polsce. Problemy i postulaty, Biskupi polskiego renesansu jako opiekunowie kultury, Szymon Szymonowicz i jego czasy, Medyceusz polski XVI wieku, Renesans i humanizm w Polsce), був історик польської літератури (Ян Кохановський, Ігнацій Красицький, Адам Міцкевич). У 1933 році Станіслав Лемпицький став ординарним професором. Обіймав посаду заступника декана й декана гуманітарного факультету Львівського університету.
З 1925 року він працював директором Польського шкільного музею при вул. Госєвського, 4 у Львові, у 1925—1927 роках керував літературним видавництвом Оссолінеуму, у 1933—1939 роках був редактором «Енциклопедії освіти». З 1928 року обирався дійсним членом Наукового товариства у Львові, а з 1929 року був член-кореспондент Польської академії знання. 1930 року одружився з Ядвігою Гамською й разом з нею провадив науково-літературну рубрику Львівського радіо. У 1937 році нагороджений командорським хрестом Ордена Відродження Польщі.
Після приєднання Львова до СРСР викладав старопольську літературу у Львівському університеті.
Під час німецької окупації працював бібліотекарем у львівському Оссолінеумі, брав участь у роботі таємного університету.
Після другої світової війни Станіслав Лемпицький був викладачем Львівського університету. Навесні 1945 року примусово репатрійований, виїхав до Кракова. Став там викладачем, а згодом завідувачем кафедри історії літератури Ягеллонського університету. З 1946 року Лемпицький дійсний член Польської академії знання.
Помер 2 грудня 1947 року в Кракові від гострого інфаркту міокарда, коли в себе вдома приймав іспит у студентів.  Поховали Станіслава Лемпицького на Сальваторському цвинтарі.

## Учні
Учнями Станіслава Лемпицького були Стефан Цьорох, Амелія Діцян, Ян Добжанський, Ева Гродецька, Тадеуш Ган, Оскар Канфер, Л. Карлувна, Антоні Кнот, Броніслав Коцовський, Марія Ванда Кон-Культис, Лукаш Курдибаха, Адольфіна Маннувна, Броніслав Надольський, Марія Антоніна Ольхава, Редер Рапаппорт, Альфонс Шлец, Таубе Шонфельд, Естер Шрейбер і Уршула Шумська.

## Твори

Станіслав Лемпицький з дружиною Ядвігою Гамською-Лемпицькою. Краків, 1945—1947 рік.

### Наукові праці
- Mecenat kulturalny w Polsce. Problemy i postulaty
- Biskupi polskiego renesansu jako opiekunowie kultury
- Szymon Szymonowicz i jego czasy
- Medyceusz polski XVI wieku
- Renesans i humanizm w Polsce (1952)

### Художні твори
- Wspomnienia ossolińskie (1948)
- Złote paski (1957) — автобіографічна повість
- Heinrich Heine. Poezje wybrane. (Wrocław 1951) — переклади поезії Гайнріха Гайне

## Зовнішні зв'язки
Tadeusz Ulewicz. Wspomnienie o Stanisławie Łempickim (від 07.02.2015)

## Нагороди
Командорський хрест Ордена Відродження Польщі (1937)